# Cantón de Saint-Genest-Malifaux
El cantón de Saint-Genest-Malifaux era una división administrativa francesa, que estaba situada en el departamento de Loira y la región de Ródano-Alpes.

## Composición
El cantón estaba formado por ocho comunas:
- Le Bessat
- Jonzieux
- Marlhes
- Planfoy
- Saint-Genest-Malifaux
- Saint-Régis-du-Coin
- Saint-Romain-les-Atheux
- Tarentaise

## Supresión del cantón de Saint-Genest-Malifaux
En aplicación del Decreto n.º 2014-260 de 26 de febrero de 2014, el cantón de Saint-Genest-Malifaux fue suprimido el 22 de marzo de 2015 y sus 8 comunas pasaron a formar parte del nuevo cantón de Le Pilat.